# Jacek Karnowski (dziennikarz)
Jacek Karnowski (ur. 3 września 1976 w Koszalinie) – polski dziennikarz i publicysta, redaktor naczelny tygodnika „Sieci”, były kierownik redakcji „Panoramy” w TVP2, w latach 2009–2010 redaktor naczelny „Wiadomości” w TVP1, od 2024 redaktor naczelny telewizji wPolsce24.

## Życiorys
Absolwent I Liceum Ogólnokształcącego w Olsztynie oraz Instytutu Socjologii Uniwersytetu Warszawskiego (2003). Pracę magisterską pt. Geneza, powstanie i funkcjonowanie Akcji Wyborczej Solidarność. Wybrane aspekty pisał u Jadwigi Staniszkis. W okresie studiów działał w samorządzie studenckim, założyciel Dyskusyjnego Klubu Filmowego Socjologów „Pod Spodem”.
W latach 1998–2005 reporter Sekcji polskiej BBC. Do 27 lutego 2007 był reporterem Wiadomości TVP1, zajmował się bieżącymi wydarzeniami politycznymi. Prowadził też program Kwadrans po ósmej nadawany w TVP, a także poranne dyżury w programie 1 Polskiego Radia. W latach 2007–2008 szef zespołu reporterów codziennego serwisu informacyjnego Puls Raport telewizji Puls i prowadzący dwóch programów tej samej stacji – Puls tygodnia i Temat numer 1.
Po reorganizacji w telewizji Puls został kierownikiem redakcji nadawanej w TVP2 Panoramy. W latach 2009–2010 był szefem Wiadomości TVP1. Po zwolnieniu z TVP został współtwórcą i redaktorem naczelnym portalu wPolityce.pl, którym był do marca 2013 roku. Jest prezesem Stowarzyszenia Edukacji Medialnej i Społecznej im. Jana Liszewskiego. Do listopada 2012 roku był publicystą Uważam Rze. Od tego czasu jest redaktorem naczelnym tygodnika Sieci.
Jest jednym z dziennikarzy prowadzących program Salon dziennikarski, który jest emitowany od 2012 na antenie Radia Warszawa. Audycja ukazywała się także do 2016 w Telewizji Republika, a od 2016 do 2023 w TVP Info. Od 23 grudnia 2023 jest ona nadawana w telewizji wPolsce.pl, która 2 września 2024 zmieniła nazwę na wPolsce24. Od 2 września 2024 jest redaktorem naczelnym telewizji wPolsce24.

## Życie prywatne
Ma brata bliźniaka Michała Karnowskiego, także dziennikarza. Żonaty z Justyną, w latach 2016–2024 dyrektorką TVP ABC.

## Odznaczenia i wyróżnienia
W 2011 wspólnie z bratem Michałem otrzymał Nagrodę im. Jacka Maziarskiego.
W 2023 otrzymał Medal „Pro Bono Poloniae”.
W 2025 został odznaczony przez prezydenta Andrzeja Dudę Krzyżem Oficerskim Orderu Odrodzenia Polski.